# 安德烈·皮沃瓦爾斯基

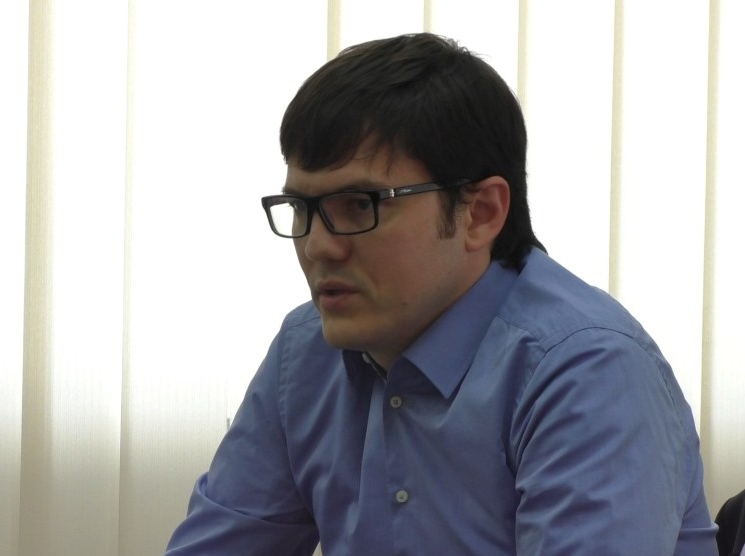
安德烈·皮沃瓦爾斯基

安德烈·尼古拉耶維奇·皮沃瓦爾斯基（烏克蘭語：Андрій Миколайович Пивоварський；1978年6月12日—）是烏克蘭的一位商人，他是現任烏克蘭基礎設施部長。皮沃瓦爾斯基在2000年自基輔大學歷史系畢業。2003年，他獲得了美國塔夫茨大學大學的商務和財經碩士學位。2014年12月2日，他被任命為第二屆阿爾謝尼·亞采紐克內閣的基礎設施部長。